# Lista odcinków serialu Chicago PD
Poniżej znajduje się lista odcinków serialu telewizyjnego Chicago PD – emitowanego przez amerykańską stację telewizyjną  NBC od 8 stycznia 2014 roku. Premiera w Polsce nastąpiła 4 listopada 2019 na kanale 13 Ulica.

## Przegląd sezonów
| Sezon | Sezon | Odcinki | Pierwsza emisja NBC | Pierwsza emisja NBC | Pierwsza emisja TVP1 (pilot), 13 Ulica (sezony 1-11) | Pierwsza emisja TVP1 (pilot), 13 Ulica (sezony 1-11) | Dostęp VOD na życzenie nSeriale (pilot), Amazon Prime Video Polska (sezony 1-4), Play Now (sezon 5) |
| Sezon | Sezon | Odcinki | Premiera sezonu     | Finał sezonu        | Premiera sezonu                                      | Finał sezonu                                         | Dostęp VOD na życzenie nSeriale (pilot), Amazon Prime Video Polska (sezony 1-4), Play Now (sezon 5) |
| ----- | ----- | ------- | ------------------- | ------------------- | ---------------------------------------------------- | ---------------------------------------------------- | --------------------------------------------------------------------------------------------------- |
|       | Pilot | 1       | 15 maja 2013        | 15 maja 2013        | 10 czerwca 2014                                      | 10 czerwca 2014                                      | 26 maja 2013                                                                                        |
|       | 1     | 15      | 8 stycznia 2014     | 21 maja 2014        | 4 listopada 2019                                     | 16 grudnia 2019                                      | 16 stycznia 2020                                                                                    |
|       | 2     | 23      | 24 września 2014    | 21 maja 2015        | 13 stycznia 2020                                     | 30 marca 2020                                        | 16 stycznia 2020                                                                                    |
|       | 3     | 23      | 30 września 2015    | 25 maja 2016        | 5 października 2020                                  | 22 października 2020                                 | 16 stycznia 2020                                                                                    |
|       | 4     | 23      | 21 września 2016    | 17 maja 2017        | 26 października 2020                                 | 12 listopada 2020                                    | 16 stycznia 2020                                                                                    |
|       | 5     | 22      | 26 września 2017    | 9 maja 2018         | 16 listopada 2020                                    | 2 grudnia 2020                                       | 10 listopada 2020                                                                                   |
|       | 6     | 22      | 26 września 2018    | 22 maja 2019        | 8 lutego 2021                                        | 9 marca 2021                                         | —                                                                                                   |
|       | 7     | 20      | 25 września 2019    | 15 kwietnia 2020    | 10 marca 2021                                        | 2 kwietnia 2021                                      | —                                                                                                   |
|       | 8     | 16      | 11 listopada 2020   | 26 maja 2021        | 6 września 2021                                      | 13 grudnia 2021                                      | —                                                                                                   |
|       | 9     | 22      | 22 września 2021    | 25 maja 2022        | 13 września 2022                                     | 14 lutego 2023                                       | —                                                                                                   |
|       | 10    | 22      | 21 września 2022    | 24 maja 2023        | 19 września 2023                                     | 20 lutego 2024                                       | —                                                                                                   |
|       | 11    | 13      | 17 stycznia 2024    | 22 maja 2024        | 12 marca 2024                                        | 2 lipca 2024                                         | —                                                                                                   |
|       | 12    | 22      | 25 września 2024    | 21 maja 2025        | 4 marca 2025                                         | 1 lipca 2025                                         | —                                                                                                   |

## Odcinek pilotowy (2013)
Pilot serialu jest jednocześnie 23 odcinkiem 1 sezonu serialu Chicago Fire.
| Nr | # | Tytuł      | Polski tytuł      | Reżyseria     | Scenariusz                                           | Premiera (NBC) | Premiera w Polsce (Usługa nSeriale) |
| -- | - | ---------- | ----------------- | ------------- | ---------------------------------------------------- | -------------- | ----------------------------------- |
| 0  | 0 | Let Her Go | Pozwól jej odejść | Joe Chappelle | Dick Wolf, Matt Olmstead, Michael Brandt, Derek Haas | 15 maja 2013   | 26 maja 2013                        |

## Sezon 1 (2014)
| Nr | #  | Tytuł                   | Polski tytuł            | Reżyseria          | Scenariusz                                           | Premiera (NBC)   | Premiera w Polsce (13 Ulica) |
| --- | -- | ----------------------- | ----------------------- | ------------------ | ---------------------------------------------------- | ---------------- | ---------------------------- |
| 1 | 1  | Stepping Stone          | Odskocznia              | Michael Slovis     | Matt Olmstead                                        | 8 stycznia 2014  | 4 listopada 2019             |
| 2 | 2  | Wrong Side of the Bars  | Za kratkami             | Joe Chappelle      | Michael Brandt, Derek Haas                           | 15 stycznia 2014 | 4 listopada 2019             |
| 3 | 3  | Chin Check              | Cios                    | Sanford Bookstaver | David Hoselton                                       | 22 stycznia 2014 | 11 listopada 2019            |
| 4 | 4  | Now Is Always Temporary | Nic nie trwa wiecznie   | Mark Tinker        | Denitria Harris-Lawrence                             | 29 stycznia 2014 | 11 listopada 2019            |
| 5 | 5  | Thirty Balloons         | Trzydzieści działek     | Karen Gaviola      | Craig Gore, Tim Walsh                                | 5 lutego 2014    | 18 listopada 2019            |
| 6 | 6  | Conventions             | Rozmowy                 | Alik Sakharov      | Maisha Closson                                       | 26 lutego 2014   | 18 listopada 2019            |
| Odcinek jest drugą częścią dwuodcinkowego crossoveru z serialem Prawo i porządek: sekcja specjalna (część 1: sezon 15, odcinek 14). |    |                         |                         |                    |                                                      |                  |                              |
| 7 | 7  | The Price We Pay        | Ktoś za to zapłaci      | Mark Tinker        | Michael Brandt, Derek Haas                           | 5 marca 2014     | 25 listopada 2019            |
| 8 | 8  | Different Mistakes      | Różne błędy             | Fred Berner        | Bryan Garcia                                         | 12 marca 2014    | 25 listopada 2019            |
| 9 | 9  | A Material Witness      | Kluczowy świadek        | Sanford Bookstaver | Michael Batistick                                    | 19 marca 2014    | 2 grudnia 2019               |
| 10 | 10 | At Least It's Justice   | Szorstka sprawiedliwość | Michael Slovis     | Craig Gore, Tim Walsh                                | 2 kwietnia 2014  | 2 grudnia 2019               |
| 11 | 11 | Turn Off the Light      | Wyłączamy światło       | Nick Gomez         | David Hoselton                                       | 9 kwietnia 2014  | 9 grudnia 2019               |
| 12 | 12 | 8:30 PM                 | Godzina 20:30           | Mark Tinker        | Dick Wolf, Matt Olmstead, Michael Brandt, Derek Haas | 30 kwietnia 2014 | 9 grudnia 2019               |
| Odcinek jest drugą częścią dwuodcinkowego crossoveru z serialem Chicago Fire (część 1: sezon 2, odcinek 20).                        |    |                         |                         |                    |                                                      |                  |                              |
| 13 | 13 | My Way                  | Własne sposoby          | Karen Gaviola      | Matt Olmstead, Michael Batistick                     | 7 maja 2014      | 16 grudnia 2019              |
| 14 | 14 | The Docks               | Doki                    | Nick Gomez         | Craig Gore, Tim Walsh                                | 14 maja 2014     | 16 grudnia 2019              |
| 15 | 15 | A Beautiful Friendship  | Piękna przyjaźń         | Mark Tinker        | Michael Batistick, Michael Brandt, Derek Haas        | 21 maja 2014     | 16 grudnia 2019              |

## Sezon 2 (2014-2015)
20 marca 2014 roku, NBC oficjalnie zamówiła 2 sezon Chicago PD
| Nr | #  | Tytuł                          | Polski tytuł            | Reżyseria          | Scenariusz                                          | Premiera (NBC)       | Premiera w Polsce (13 Ulica) |
| --- | -- | ------------------------------ | ----------------------- | ------------------ | --------------------------------------------------- | -------------------- | ---------------------------- |
| 16 | 1  | Call It Macaroni               | Kwestia gustu           | Mark Tinker        | Matt Olmstead                                       | 24 września 2014     | 13 stycznia 2020             |
| 17 | 2  | Get My Cigarettes              | Skocz po fajki          | Arthur W. Forney   | Craig Gore, Tim Walsh                               | 1 października 2014  | 13 stycznia 2020             |
| 18 | 3  | The Weigh Station              | Odpowiednia waga        | Nick Gomez         | Michael Batistick                                   | 8 października 2014  | 20 stycznia 2020             |
| 19 | 4  | Chicken, Dynamite, Chainsaw    | Kurczak, dynamit i piła | Reza Tabrizi       | Mo Masi                                             | 15 października 2014 | 20 stycznia 2020             |
| 20 | 5  | An Honest Woman                | Uczciwa kobieta         | Mark Tinker        | Michael Weiss                                       | 22 października 2014 | 27 stycznia 2020             |
| 21 | 6  | Prison Ball                    | Za kratami              | Sanford Bookstaver | Eduardo Javier Canto, Ryan Maldonado                | 5 listopada 2014     | 27 stycznia 2020             |
| 22 | 7  | They'll Have to Go Through Me  | Po moim trupie          | Sanford Bookstaver | Dick Wolf, Matt Olmstead, Maisha Closson            | 12 listopada 2014    | 3 lutego 2020                |
| Odcinek jest trzecią częścią trzyodcinkowego crossoveru pomiędzy serialami: Chicago Fire (część 1: sezon 3, odcinek 7) oraz Prawo i porządek: sekcja specjalna (część 2: sezon 16, odcinek 7). |    |                                |                         |                    |                                                     |                      |                              |
| 23 | 8  | Assignment of the Year         | Przydział roku          | Nick Gomez         | Mick Betancourt                                     | 19 listopada 2014    | 3 lutego 2020                |
| 24 | 9  | Called in Dead                 | Truposz                 | Alik Sakharov      | Craig Gore, Tim Walsh                               | 10 grudnia 2014      | 10 lutego 2020               |
| 25 | 10 | Shouldn't Have Been Alone      | Samotność niewskazana   | Fred Berner        | Michael Weiss                                       | 7 stycznia 2015      | 10 lutego 2020               |
| 26 | 11 | We Don't Work Together Anymore | Nie działamy już razem  | Mario Van Peebles  | Michael Bastick, Mo Masi                            | 14 stycznia 2015     | 17 lutego 2020               |
| 27 | 12 | Disco Bob                      | Disco Bob               | Holly Dale         | Maisha Closson, Cole Maliska                        | 21 stycznia 2015     | 17 lutego 2020               |
| 28 | 13 | A Little Devil Complex         | Kompleks urwisa         | Steve Shill        | Michael Brandt, Derek Haas                          | 4 lutego 2015        | 24 lutego 2020               |
| Odcinek jest drugą częścią dwuodcinkowego crossoveru z serialem: Chicago Fire (część 1: sezon 3, odcinek 13).                                                                                  |    |                                |                         |                    |                                                     |                      |                              |
| 29 | 14 | Erin's Mom                     | Mama Erin               | Nick Gomez         | Michael Brandt, Derek Haas                          | 11 lutego 2015       | 24 lutego 2020               |
| 30 | 15 | What Do You Do                 | W kropce                | Nick Gomez         | Michael Brandt, Derek Haas                          | 18 lutego 2015       | 2 marca 2020                 |
| 31 | 16 | What Puts You on that Ledge    | Na krawędzi             | Fred Berner        | Eduardo Javier Canto, Ryan Maldonado                | 25 lutego 2015       | 2 marca 2020                 |
| 32 | 17 | Say Her Real Name              | Pamiętaj o niej         | Nick Gomez         | Dick Wolf, Matt Olmstead, Craig Gore, Tim Walsh     | 25 marca 2015        | 9 marca 2020                 |
| 33 | 18 | Get Back to Even               | Wyrównać rachunki       | Jann Turner        | Michael Weiss                                       | 1 kwietnia 2015      | 9 marca 2020                 |
| 34 | 19 | The Three G's                  | Potrójne zagrożenie     | Sanford Bookstaver | Craig Gore, Tim Walsh                               | 8 kwietnia 2015      | 16 marca 2020                |
| 35 | 20 | The Number of Rats             | Nadmiar szczurów        | Nick Gomez         | Warren Leight, Matt Olmstead, Cole Maliska          | 29 kwietnia 2015     | 16 marca 2020                |
| Odcinek jest drugą częścią trzyodcinkowego crossoveru pomiędzy serialami: Chicago Fire (część 1: sezon 3, odcinek 21) oraz Prawo i porządek: sekcja specjalna (część 3: sezon 16, odcinek 20). |    |                                |                         |                    |                                                     |                      |                              |
| 36 | 21 | There's My Girl                | Brawo, mała             | Mark Tinker        | Michael Batstick, Mo Masi                           | 6 maja 2015          | 23 marca 2020                |
| 37 | 22 | Push The Pain Away             | Uśmierzyć ból           | Sanford Bookstaver | Eduardo Javier Canto, Ryan Maldonado, Michael Weiss | 13 maja 2015         | 23 marca 2020                |
| 38 | 23 | Born Into Bad News             | Dzień jak co dzień      | Mark Tinker        | Craig Gore, Tim Walsh                               | 20 maja 2015         | 30 marca 2020                |

## Sezon 3 (2015-2016)
5 lutego 2015 roku, stacja NBC oficjalnie zamówiła 3 sezon serialu.
| Nr | #  | Tytuł                                      | Polski tytuł                                 | Reżyseria            | Scenariusz                                                  | Premiera (NBC)       | Premiera w Polsce (13 Ulica) |
| --- | -- | ------------------------------------------ | -------------------------------------------- | -------------------- | ----------------------------------------------------------- | -------------------- | ---------------------------- |
| 39 | 1  | Life is Fluid                              | Życie jest płynne                            | Arthur W. Forney     | Craig Gore, Tim Walsh                                       | 30 września 2015     | 5 października 2020          |
| 40 | 2  | Natural Born Storyteller                   | Urodzony bajarz                              | Mark Tinker          | Mike Weiss                                                  | 7 października 2015  | 5 października 2020          |
| 41 | 3  | Actual Physical Violence                   | Przemoc fizyczna                             | Fred Berner          | Eduardo Javier Canto, Ryan Maldonado                        | 14 października 2015 | 6 października 2020          |
| 42 | 4  | Debts of the Past                          | Długi przeszłości                            | Rohn Schmidt         | Michael Brandt, Derek Haas                                  | 21 października 2015 | 6 października 2020          |
| 43 | 5  | Climbing Into Bed                          | Konszachty                                   | Mark Tinker          | Cole Maliska                                                | 28 października 2015 | 7 października 2020          |
| 44 | 6  | You Never Know Who's Who                   | Kwestia tożsamości                           | Lin Oeding           | Craig Gore, Tim Walsh                                       | 28 października 2015 | 7 października 2020          |
| 45 | 7  | A Dead Kid, a Notebook and a Lot of Maybes | Martwy dzieciak, zeszyt i wiele niewiadomych | Charlotte Brändström | Timothy J. Sexton                                           | 4 listopada 2015     | 8 października 2020          |
| 46 | 8  | Forget My Name                             | Zapomnij o mnie                              | Nick Gomez           | Mike Weiss                                                  | 11 listopada 2015    | 8 października 2020          |
| 47 | 9  | Never Forget I Love You                    | Niezapomniana miłość                         | Terry Miller         | Ryan Maldonado, Eduardo Javier Canto, Craig Gore, Tim Walsh | 18 listopada 2015    | 12 października 2020         |
| 48 | 10 | Now I'm God                                | Nowy Bóg                                     | Holly Dale           | Jamie Pachino                                               | 6 stycznia 2016      | 12 października 2020         |
| Odcinek jest trzecią częścią trzyodcinkowego crossoveru pomiędzy serialami: Chicago Fire (część 1: sezon 4, odcinek 10) oraz Chicago Med (część 2: sezon 1, odcinek 5). |    |                                            |                                              |                      |                                                             |                      |                              |
| 49 | 11 | Knocked the Family Right Out               | Odurzona rodzina                             | Mark Tinker          | Mo Masi                                                     | 13 stycznia 2016     | 13 października 2020         |
| 50 | 12 | Looking Out For Stateville                 | Dobro Statesville                            | Fred Berner          | Craig Gore, Tim Walsh                                       | 20 stycznia 2016     | 13 października 2020         |
| 51 | 13 | Hit Me                                     | Kolejna karta                                | Rohn Schmidt         | Mike Weiss, Cole Maliska                                    | 3 lutego 2016        | 14 października 2020         |
| 52 | 14 | The Song Of Gregory Williams Yates (2)     | Piosenka Gregory'ego Williama Yatesa         | Michael Grossman     | Jamie Pachino                                               | 10 lutego 2016       | 14 października 2020         |
| Odcinek jest drugą częścią dwuodcinkowego crossoveru z serialem: Prawo i porządek: sekcja specjalna (część 1: sezon 17, odcinek 14).                                    |    |                                            |                                              |                      |                                                             |                      |                              |
| 53 | 15 | A Night Owl                                | Nocny marek                                  | Nick Gomez           | Timothy J. Sexton                                           | 17 lutego 2016       | 15 października 2020         |
| 54 | 16 | The Cases that Need to be Solved           | Sprawy, które trzeba rozwiązać               | Jean de Segonzac     | Matt Olmstead                                               | 24 lutego 2016       | 15 października 2020         |
| 55 | 17 | Forty-Caliber Bread Crumb                  | Trop kalibru                                 | Jann Turner          | Craig Gore, Tim Walsh                                       | 2 marca 2016         | 19 października 2020         |
| 56 | 18 | Kasual With a K                            | Kasaul                                       | David Rodriguez      | Eduardo Javier Canto, Ryan Maldonado                        | 23 marca 2016        | 19 października 2020         |
| 57 | 19 | If We Were Normal                          | Inna normalność                              | Mark Tinker          | Mo Masi                                                     | 30 marca 2016        | 20 października 2020         |
| 58 | 20 | In A Duffel Bag                            | Torba                                        | Nick Gomez           | Jamie Pachino                                               | 4 maja 2016          | 20 października 2020         |
| 59 | 21 | Justice                                    | Sprawiedliwość                               | Jean de Segonzac     | Dick Wolf, Michael Brandt, Derek Haas, Matt Olmstead        | 11 maja 2016         | 21 października 2020         |
| Odcinek ten jest jednocześnie odcinkiem pilotowym serialu Chicago Justice – pierwszego spin-offu serialu Chicago PD, należącego do franczyzy Chicago.                   |    |                                            |                                              |                      |                                                             |                      |                              |
| 60 | 22 | She's Got Us                               | Piramidalne wsparcie                         | Lin Oeding           | Mike Weiss                                                  | 18 maja 2016         | 21 października 2020         |
| 61 | 23 | Start Digging                              | Kopanie                                      | Mark Tinker          | Craig Gore, Tim Walsh                                       | 25 maja 2016         | 22 października 2020         |

## Sezon 4 (2016-2017)
10 listopada 2015 roku, stacja NBC oficjalnie zamówiła 4 sezon serialu.
| Nr | #  | Tytuł                                | Polski tytuł                                      | Reżyseria            | Scenariusz                        | Premiera (NBC)       | Premiera w Polsce (13 Ulica) |
| --- | -- | ------------------------------------ | ------------------------------------------------- | -------------------- | --------------------------------- | -------------------- | ---------------------------- |
| 62 | 1  | The Silos                            | Silosy                                            | Mark Tinker          | Matt Olmstead                     | 21 września 2016     | 26 października 2020         |
| 63 | 2  | Made a Wrong Turn                    | Zły zakręt                                        | Fred Berner          | Craig Gore, Tim Walsh             | 28 września 2016     | 26 października 2020         |
| 64 | 3  | All Cylinders Firing                 | Na pełnych obrotach                               | Nick Gomez           | Mike Weiss                        | 5 października 2016  | 27 października 2020         |
| 65 | 4  | Big Friends, Big Enemies             | Wielcy przyjaciele, wielcy wrogowie               | Rohn Schmidt         | Gwen Sigan                        | 12 października 2016 | 27 października 2020         |
| 66 | 5  | A War Zone                           | Strefa wojny                                      | Eriq La Salle        | Tiller Russell                    | 26 października 2016 | 28 października 2020         |
| 67 | 6  | Some Friend                          | Coś do stracenia                                  | Mark Tinker          | Timothy J. Sexton                 | 9 listopada 2016     | 28 października 2020         |
| 68 | 7  | 300,000 Likes                        | 300,000 polubień                                  | Charlotte Brandström | Jamie Pachino                     | 16 listopada 2016    | 29 października 2020         |
| 69 | 8  | A Shot Heard Around the World        | Strzał słyszany z drugiego końca świata           | Terry Miller         | Matt Olmstead, Gwen Sigan         | 16 listopada 2016    | 29 października 2020         |
| 70 | 9  | Don't Bury This Case                 | Nie tuszujcie tej sprawy                          | Cherie Nowlan        | Craig Gore, Tim Walsh             | 3 stycznia 2017      | 2 listopada 2020             |
| Odcinek jest drugą częścią dwuodcinkowego crossoveru z serialem: Chicago Fire (część 1: sezon 5, odcinek 9).                                                              |    |                                      |                                                   |                      |                                   |                      |                              |
| 71 | 10 | Don't Read the News                  | Nie czytaj wiadomości                             | Nick Gomez           | Mike Weiss                        | 4 stycznia 2017      | 2 listopada 2020             |
| 72 | 11 | You Wish                             | Chcielibyście                                     | Mark Tinker          | Tiller Russell                    | 11 stycznia 2017     | 3 listopada 2020             |
| 73 | 12 | Sanctuary                            | Schronienie                                       | John Hyams           | Timothy J. Sexton                 | 18 stycznia 2017     | 3 listopada 2020             |
| 74 | 13 | I Remember Her Now                   | Przypomniałem ją sobie                            | David Rodriguez      | Gwen Sigan                        | 8 lutego 2017        | 4 listopada 2020             |
| 75 | 14 | Seven Indictments                    | Siedem aktów oskarżenia                           | Mark Tinker          | Jamie Pachino                     | 15 lutego 2017       | 4 listopada 2020             |
| 76 | 15 | Favor, Affection, Malice or Ill-Will | Przysługa, zauroczenie, złośliwość lub zły zamiar | Holly Dale           | Craig Gore, Tim Walsh             | 22 lutego 2017       | 5 listopada 2020             |
| 77 | 16 | Emotional Proximity                  | Emocjonalna bliskość                              | Reza Tabrizi         | Matt Olmstead                     | 1 marca 2017         | 5 listopada 2020             |
| Odcinek jest drugą częścią trzyodcinkowego crossoveru pomiędzy serialami: Chicago Fire (część 1: sezon 5, odcinek 15) oraz Chicago Justice (część 3: sezon 1, odcinek 1). |    |                                      |                                                   |                      |                                   |                      |                              |
| 78 | 17 | Remember The Devil                   | Pamiętaj diabła                                   | Rohn Schmidt         | Mike Weiss                        | 22 marca 2017        | 9 listopada 2020             |
| 79 | 18 | Little Bit of Light                  | Słabe światło                                     | Lin Oeding           | Gwen Sigan                        | 29 marca 2017        | 9 listopada 2020             |
| 80 | 19 | Last Minute Resistance               | Opór w ostatniej chwili                           | John Hyams           | Timothy J. Sexton                 | 5 kwietnia 2017      | 10 listopada 2020            |
| 81 | 20 | Grasping for Salvation               | W poszukiwaniu zbawienia                          | David Rodriguez      | Tiller Russell                    | 26 kwietnia 2017     | 10 listopada 2020            |
| 82 | 21 | Fagin                                | Fagin                                             | Fred Berner          | Craig Gore, Tim Walsh             | 3 maja 2017          | 11 listopada 2020            |
| 83 | 22 | Army of One                          | Jednoosobowa armia                                | John Whitesell       | Tiller Russell, Timothy J. Sexton | 10 maja 2017         | 11 listopada 2020            |
| 84 | 23 | Fork in the Road                     | Widelec na drodze                                 | Mark Tinker          | Mike Weiss                        | 17 maja 2017         | 12 listopada 2020            |

## Sezon 5 (2017-2018)
10 maja 2017 roku, stacja NBC oficjalnie zamówiła 5 sezon serialu.
| Nr | #  | Tytuł                  | Polski tytuł         | Reżyseria      | Scenariusz                   | Premiera (NBC)       | Premiera w Polsce (13 Ulica) |
| --- | -- | ---------------------- | -------------------- | -------------- | ---------------------------- | -------------------- | ---------------------------- |
| 85 | 1  | Reform                 | Reforma              | Eriq La Salle  | Rick Eid                     | 27 września 2017     | 16 listopada 2020            |
| 86 | 2  | The Thing About Heroes | Bohaterowie tak mają | Rohn Schmidt   | John Dove                    | 4 października 2017  | 16 listopada 2020            |
| 87 | 3  | Promise                | Obietnica            | John Whitesell | Timothy J. Sexton            | 11 października 2017 | 17 listopada 2020            |
| 88 | 4  | Snitch                 | Kapuś                | Terry Miller   | Rick Eid, Gavin Harris       | 18 października 2017 | 17 listopada 2020            |
| 89 | 5  | Home                   | Dom                  | Eriq La Salle  | Sharon Lee Watson            | 25 października 2017 | 18 listopada 2020            |
| 90 | 6  | Fallen                 | Upadek               | Nick Gomez     | Gavin Harris                 | 8 listopada 2017     | 18 listopada 2020            |
| 91 | 7  | Care Under Fire        | Troska pod ostrzałem | Lily Mariye    | Gwen Sigan                   | 15 listopada 2017    | 19 listopada 2020            |
| 92 | 8  | Politics               | Polityka             | Mark Tinker    | Kinan Copen                  | 29 listopada 2017    | 19 listopada 2020            |
| 93 | 9  | Monster                | Potwór               | Valerie Weiss  | Timothy J. Sexton            | 6 grudnia 2017       | 23 listopada 2020            |
| 94 | 10 | Rabbit Hole            | Królicza nora        | Carl Seaton    | Rick Eid, Gwen Sigan         | 3 stycznia 2018      | 23 listopada 2020            |
| 95 | 11 | Confidential           | Utajnione            | Mark Tinker    | Rick Eid, Sharon Lee Watson  | 10 stycznia 2018     | 24 listopada 2020            |
| 96 | 12 | Captive                | Jeniec               | Eriq La Salle  | Gavin Harris                 | 17 stycznia 2018     | 24 listopada 2020            |
| 97 | 13 | Chasing Monsters       | Ścigając potwory     | Terry Miller   | John Dove                    | 31 stycznia 2018     | 25 listopada 2020            |
| 98 | 14 | Anthem                 | Hymn                 | John Hyams     | Timothy J. Sexton            | 7 lutego 2018        | 25 listopada 2020            |
| 99 | 15 | Sisterhood             | Siostrzana więź      | Rohn Schmidt   | Rick Eid, Katherine Visconti | 28 lutego 2018       | 26 listopada 2020            |
| Odcinek jest pierwszą częścią dwuodcinkowego crossoveru z serialem: Chicago Fire (część 2: sezon 6, odcinek 13). |    |                        |                      |                |                              |                      |                              |
| 100 | 16 | Profiles               | Profile              | Eriq La Salle  | Gwen Sigan                   | 7 marca 2018         | 26 listopada 2020            |
| 101 | 17 | Breaking Point         | Punkt krytyczny      | Terry Miller   | Sharon Lee Watson            | 14 marca 2018        | 30 listopada 2020            |
| 102 | 18 | Ghosts                 | Duchy                | Nick Gomez     | Gavin Harris                 | 21 marca 2018        | 30 listopada 2020            |
| 103 | 19 | Payback                | Czas zapłaty         | Nicole Rubio   | John Dove, Timothy J. Sexton | 11 kwietnia 2018     | 1 grudnia 2020               |
| 104 | 20 | Saved                  | Ocaleni              | Paul McCrane   | Gwen Sigan                   | 18 kwietnia 2018     | 1 grudnia 2020               |
| 105 | 21 | Allegiance             | Wierność             | Carl Seaton    | Rick Eid, Timothy J. Sexton  | 2 maja 2018          | 2 grudnia 2020               |
| 106 | 22 | Homecoming             | Powrót               | Eriq La Salle  | Rick Eid, Timothy J. Sexton  | 9 maja 2018          | 2 grudnia 2020               |

## Sezon 6 (2018-2019)
10 maja 2018 roku, stacja NBC ogłosiła zamówienie szóstego sezonu
| Nr | #  | Tytuł                | Polski tytuł        | Reżyseria          | Scenariusz                          | Premiera (NBC)       | Premiera w Polsce (13 Ulica) |
| --- | -- | -------------------- | ------------------- | ------------------ | ----------------------------------- | -------------------- | ---------------------------- |
| 107 | 1  | New Normal           | Nowa normalność     | Eriq La Salle      | Rick Eid                            | 26 września 2018     | 8 lutego 2021                |
| 108 | 2  | Endings              | Zakończenia         | David Rodriguez    | Gwen Sigan                          | 3 października 2018  | 9 lutego 2021                |
| Odcinek jest trzecią częścią trzyodcinkowego crossoveru pomiędzy serialami: Chicago Fire (część 1: sezon 7, odcinek 2) oraz Chicago Med (część 2: sezon 4, odcinek 2). |    |                      |                     |                    |                                     |                      |                              |
| 109 | 3  | Bad Boys             | Źli chłopcy         | Nick Gomez         | Timothy J. Sexton                   | 10 października 2018 | 10 lutego 2021               |
| 110 | 4  | Ride Along           | Na fali             | Nicole Rubio       | Gavin Harris                        | 17 października 2018 | 11 lutego 2021               |
| 111 | 5  | Fathers and Sons     | Ojcowie i synowie   | Eriq La Salle      | Jeffrey Nachmanoff                  | 24 października 2018 | 12 lutego 2021               |
| 112 | 6  | True or False        | Prawda czy fałsz    | Paul McCrane       | Rick Eid, Gavin Harris              | 31 października 2018 | 15 lutego 2021               |
| 113 | 7  | Trigger              | Wyzwalacz           | Carl Seaton        | Todd Robinson                       | 7 listopada 2018     | 16 lutego 2021               |
| 114 | 8  | Black and Blue       | Czerń i błękit      | Christine Swanson  | Kim Rome                            | 14 listopada 2018    | 17 lutego 2021               |
| 115 | 9  | Descent              | Upadek              | Nicole Rubio       | Rick Eid, Timothy J. Sexton         | 5 grudnia 2018       | 18 lutego 2021               |
| 116 | 10 | Brotherhood          | Braterstwo          | Mykelti Williamson | Gwen Sigan                          | 9 stycznia 2019      | 19 lutego 2021               |
| 117 | 11 | Trust                | Zaufanie            | Lily Mariye        | Gavin Harris                        | 16 stycznia 2019     | 22 lutego 2021               |
| 118 | 12 | Outrage              | Wściekłość          | Vincent Misiano    | Timothy J. Sexton, April Fitsimmons | 23 stycznia 2019     | 23 lutego 2021               |
| 119 | 13 | Night in Chicago     | Jedna noc w Chicago | Eriq La Salle      | Rick Eid, Ike Smith                 | 6 lutego 2019        | 24 lutego 2021               |
| 120 | 14 | Ties That Bind       | Więzi               | Eriq La Salle      | Rick Eid, Ike Smith                 | 13 lutego 2019       | 25 lutego 2021               |
| 121 | 15 | Good Men             | Dobrzy ludzie       | Donald Petrie      | Gwen Sigan                          | 20 lutego 2019       | 26 lutego 2021               |
| Odcinek jest drugą częścią dwuodcinkowego crossoveru pomiędzy serialami: Chicago Fire (część 1: sezon 7, odcinek 15)                                                   |    |                      |                     |                    |                                     |                      |                              |
| 122 | 16 | The Forgotten        | Zapomniany          | Eriq La Salle      | Gavin Harris                        | 27 lutego 2019       | 1 marca 2021                 |
| 123 | 17 | Pain Killer          | Zabójca bólu        | Nicole Rubio       | Timothy J. Sexton                   | 27 marca 2019        | 2 marca 2021                 |
| 124 | 18 | This City            | To Miasto           | Carl Seaton        | Rick Eid, Gwen Sigan                | 3 kwietnia 2019      | 3 marca 2021                 |
| 125 | 19 | What Could Have Been | Co mogłoby być      | Eriq La Salle      | Rick Eid, Gwen Sigan                | 24 kwietnia 2019     | 4 marca 2021                 |
| 126 | 20 | Sacrifice            | Poświęcenie         | John Hyams         | Gavin Harris                        | 8 maja 2019          | 5 marca 2021                 |
| 127 | 21 | Confession           | Spowiedź            | Carl Seaton        | Timothy J. Sexton                   | 15 maja 2019         | 8 marca 2021                 |
| 128 | 22 | Reckoning            | Rachunek sumienia   | Eriq La Salle      | Rick Eid, Gwen Sigan                | 22 maja 2019         | 9 marca 2021                 |

## Sezon 7 (2019-2020)
| Nr | #  | Tytuł                | Polski tytuł                   | Reżyseria          | Scenariusz                        | Premiera (NBC)       | Premiera w Polsce (13 Ulica) |
| --- | -- | -------------------- | ------------------------------ | ------------------ | --------------------------------- | -------------------- | ---------------------------- |
| 129 | 1  | Doubt                | Zwątpienie                     | Eriq La Salle      | Rick Eid, Gavin Harris            | 25 września 2019     | 10 marca 2021                |
| 130 | 2  | Assets               | Majątek                        | Carl Seaton        | Rick Eid, Gavin Harris            | 2 października 2019  | 11 marca 2021                |
| 131 | 3  | Familia              | Rodzina                        | Eriq La Salle      | Timothy J. Sexton                 | 9 października 2019  | 12 marca 2021                |
| 132 | 4  | Infection: Part III  | Infekcja, część III            | Eriq La Salle      | Gwen Sigan, Dick Wolf, Derek Haas | 16 października 2019 | 15 marca 2021                |
| Odcinek jest trzecią częścią trzyodcinkowego crossoveru pomiędzy serialami: Chicago Fire (część 1: sezon 8, odcinek 4) oraz Chicago Med (część 2: sezon 5, odcinek 4). |    |                      |                                |                    |                                   |                      |                              |
| 133 | 5  | Brother's Keeper     | Brat Keepera                   | Vince Misiano      | Joe Halpin                        | 23 października 2019 | 16 marca 2021                |
| 134 | 6  | False Positive       | Wynik fałszywie pozytywny      | David Rodriguez    | Scott Gold                        | 30 października 2019 | 17 marca 2021                |
| 135 | 7  | Informant            | Informator                     | Vince Misiano      | Gwen Sigan                        | 6 listopada 2019     | 18 marca 2021                |
| 136 | 8  | No Regrets           | Bez żalu                       | Mykelti Williamson | Kim Rome                          | 13 listopada 2019    | 19 marca 2021                |
| 137 | 9  | Absolution           | Rozgrzeszenie                  | Paul McCrane       | Gavin Harris                      | 20 listopada 2019    | 22 marca 2021                |
| 138 | 10 | Mercy                | Litość                         | Olivia Newman      | Timothy J. Sexton                 | 8 stycznia 2020      | 23 marca 2021                |
| 139 | 11 | 43rd and Normal      | Czterdziesty trzeci i normalny | Chad Saxton        | Rick Eid, Gwen Sigan              | 15 stycznia 2020     | 24 marca 2021                |
| 140 | 12 | The Devil You Know   | Diabeł którego znasz           | Eriq La Salle      | Scott Gold                        | 22 stycznia 2020     | 25 marca 2021                |
| 141 | 13 | I Was Here           | Byłem tutaj                    | Charles S. Carroll | Gwen Sigan                        | 5 lutego 2020        | 26 marca 2021                |
| 142 | 14 | Center Mass          | Masa środkowa                  | Lisa Demaine       | Gavin Harris                      | 12 lutego 2020       | 29 marca 2021                |
| 143 | 15 | Burden of Truth      | Ciężar prawdy                  | Eriq La Salle      | Rick Eid, Gwen Sigan              | 26 lutego 2020       | 30 marca 2021                |
| Odcinek jest drugą częścią dwuodcinkowego crossoveru z serialem: Chicago Fire (część 1: sezon 8, odcinek 15).                                                          |    |                      |                                |                    |                                   |                      |                              |
| 144 | 16 | Intimate Violence    | Przemoc intymna                | Mykelti Williamson | Timothy J. Sexton, Ike Smith      | 4 marca 2020         | 31 marca 2021                |
| 145 | 17 | Before the Fall      | Przed upadkiem                 | Nicole Rubio       | Scott Gold, Jake Tinker           | 18 marca 2020        | 1 kwietnia 2021              |
| 146 | 18 | Lines                | Linie                          | Alex Chapple       | Kim Rome, Gwen Sigan              | 25 marca 2020        | 1 kwietnia 2021              |
| 147 | 19 | Buried Secrets       | Pogrzebane tajemnice           | Paul McCrane       | Timothy J. Sexton, Gwen Sigan     | 8 kwietnia 2020      | 2 kwietnia 2021              |
| 148 | 20 | Silence of the Night | Cisza nocy                     | Eriq La Salle      | Rick Eid, Gavin Harris            | 15 kwietnia 2020     | 2 kwietnia 2021              |

## Sezon 8 (2020-2021)
| Nr  | #  | Tytuł             | Polski tytuł             | Reżyseria          | Scenariusz             | Premiera (NBC)    | Premiera w Polsce (13 Ulica) |
| --- | -- | ----------------- | ------------------------ | ------------------ | ---------------------- | ----------------- | ---------------------------- |
| 149 | 1  | Fighting Ghosts   | Walka z duchami          | Eriq La Salle      | Rick Eid, Gavin Harris | 11 listopada 2020 | 6 września 2021              |
| 150 | 2  | White Knuckle     | Zaciśnięte pięści        | Nicole Rubio       | Gwen Sigan             | 18 listopada 2020 | 13 września 2021             |
| 151 | 3  | Tender Age        | Dziecko                  | Eriq La Salle      | Gwen Sigan             | 13 stycznia 2021  | 20 września 2021             |
| 152 | 4  | Unforgiven        | Bez przebaczenia         | Chad Saxton        | Rick Eid, Gavin Harris | 27 stycznia 2021  | 27 września 2021             |
| 153 | 5  | In Your Care      | Pod opieką               | Charles S. Carroll | Gwen Sigan             | 3 lutego 2021     | 4 października 2021          |
| 154 | 6  | Equal Justice     | Sprawiedliwie i po równo | Eric Laneuville    | Daniel Arkin           | 10 lutego 2021    | 11 października 2021         |
| 155 | 7  | Instinct          | Instynkt                 | Chad Saxton        | Scott Gold             | 17 lutego 2021    | 18 października 2021         |
| 156 | 8  | Protect and Serve | Chronić i służyć         | Eriq La Salle      | Gwen Sigan, Ike Smith  | 10 marca 2021     | 25 października 2021         |
| 157 | 9  | Impossible Dream  | Nierealne marzenie       | Charles S. Carroll | Rick Eid, Gavin Harris | 17 marca 2021     | 1 listopada 2021             |
| 158 | 10 | The Radical Truth | Bolesna prawda           | Lisa Demaine       | Scott Gold             | 31 marca 2021     | 8 listopada 2021             |
| 159 | 11 | Signs of Violence | Oznaki przemocy          | Bethany Rooney     | Gwen Sigan             | 7 kwietnia 2021   | 15 listopada 2021            |
| 160 | 12 | Due Process       | Właściwa procedura       | Guy Ferland        | Rick Eid, Gavin Harris | 21 kwietnia 2021  | 22 listopada 2021            |
| 161 | 13 | Trouble Dolls     | Kłopoty z lalkami        | John Polson        | Scott Gold             | 5 maja 2021       | 29 listopada 2021            |
| 162 | 14 | Safe              | Bezpieczni               | S.J. Main Muñoz    | Gavin Harris           | 12 maja 2021      | 6 grudnia 2021               |
| 163 | 15 | The Right Thing   | Słuszna decyzja          | Vince Misiano      | Rick Eid, Gwen Sigan   | 19 maja 2021      | 13 grudnia 2021              |
| 164 | 16 | The Other Side    | Po drugiej stronie       | Chad Saxton        | Rick Eid, Gwen Sigan   | 26 maja 2021      | 13 grudnia 2021              |

## Sezon 9 (2021-2022)
| Nr  | #  | Tytuł              | Polski tytuł    | Premiera (NBC)       | Premiera w Polsce (13 Ulica) |
| --- | -- | ------------------ | --------------- | -------------------- | ---------------------------- |
| 165 | 1  | Closure            | Zamknięcie      | 22 września 2021     | 13 września 2022             |
| 166 | 2  | Rage               | Wściekłość      | 29 września 2021     | 20 września 2022             |
| 167 | 3  | The One Next to Me | Ten obok mnie   | 6 października 2021  | 27 września 2022             |
| 168 | 4  | In the Dark        | W ciemność      | 13 października 2021 | 4 października 2022          |
| 169 | 5  | Burnside           | Burnside        | 20 października 2021 | 11 października 2022         |
| 170 | 6  | End of Watch       | Koniec warty    | 27 października 2021 | 18 października 2022         |
| 171 | 7  | Trust Me           | Zaufaj mi       | 3 listopada 2021     | 25 października 2022         |
| 172 | 8  | Fractures          | Pęknięcia       | 10 listopada 2021    | 1 listopada 2022             |
| 173 | 9  | A Way Out          | Wyjście         | 8 grudnia 2021       | 8 listopada 2022             |
| 174 | 10 | Home Safe          | Bezpieczny dom  | 5 stycznia 2022      | 15 listopada 2022            |
| 175 | 11 | Lies               | Kłamstwa        | 12 stycznia 2022     | 22 listopada 2022            |
| 176 | 12 | To Protect         | Ochrona         | 19 stycznia 2022     | 29 listopada 2022            |
| 177 | 13 | Still Water        | Niezmącona woda | 23 lutego 2022       | 6 grudnia 2022               |
| 178 | 14 | Blood Relation     | Więzy krwi      | 2 marca 2022         | 13 grudnia 2022              |
| 179 | 15 | Gone               | Zaginiona       | 9 marca 2022         | 20 grudnia 2022              |
| 180 | 16 | Closer             | Bliżej słońca   | 16 marca 2022        | 3 stycznia 2023              |
| 181 | 17 | Adrift             | Dryf            | 6 kwietnia 2022      | 10 stycznia 2023             |
| 182 | 18 | New Guard          | Nowa gwardia    | 13 kwietnia 2022     | 17 stycznia 2023             |
| 183 | 19 | Fool's Gold        | Złoto głupców   | 20 kwietnia 2022     | 24 stycznia 2023             |
| 184 | 20 | Memory             | Wspomnienia     | 11 maja 2022         | 31 stycznia 2023             |
| 185 | 21 | House of Cards     | Domek z kart    | 18 maja 2022         | 7 lutego 2023                |
| 186 | 22 | You and Me         | Ty i ja         | 25 maja 2022         | 14 lutego 2023               |

## Sezon 10 (2022-2023)
| Nr  | #  | Tytuł              | Polski tytuł              | Premiera (NBC)       | Premiera w Polsce (13 Ulica) |
| --- | -- | ------------------ | ------------------------- | -------------------- | ---------------------------- |
| 187 | 1  | Let It Bleed       | Niech krwawi              | 21 września 2022     | 19 września 2023             |
| 188 | 2  | The Real You       | Prawdziwy ty              | 28 września 2022     | 26 września 2023             |
| 189 | 3  | A Good Man         | Porządny człowiek         | 5 października 2022  | 3 października 2023          |
| 190 | 4  | Dónde Vives        | Gdzie mieszkasz           | 12 października 2022 | 10 października 2023         |
| 191 | 5  | Pink Cloud         | Różowa chmura             | 19 października 2022 | 17 października 2023         |
| 192 | 6  | Sympathetic Reflex | Odruch sympatii           | 2 listopada 2022     | 24 października 2023         |
| 193 | 7  | Into the Deep      | W głąb                    | 9 listopada 2022     | 31 października 2023         |
| 194 | 8  | Under the Skin     | Pod skórą                 | 16 listopada 2022    | 7 listopada 2023             |
| 195 | 9  | Proof of Burden    | Ciężar dowodów            | 7 grudnia 2022       | 14 listopada 2023            |
| 196 | 10 | This Job           | Robota                    | 4 stycznia 2023      | 21 listopada 2023            |
| 197 | 11 | Long Lost          | Dawno utracony            | 11 stycznia 2023     | 28 listopada 2023            |
| 198 | 12 | I Can Let You Go   | Możesz odejść             | 18 stycznia 2023     | 5 grudnia 2023               |
| 199 | 13 | The Ghost in You   | Wewnętrzny duch           | 15 lutego 2023       | 12 grudnia 2023              |
| 200 | 14 | Trapped            | Utracony                  | 22 lutego 2023       | 19 grudnia 2023              |
| 201 | 15 | Blood and Honor    | Krew i honor              | 1 marca 2023         | 2 stycznia 2024              |
| 202 | 16 | Deadlocked         | W impasie                 | 22 marca 2023        | 9 stycznia 2024              |
| 203 | 17 | Out of the Depths  | Wyjście z otchłani        | 29 marca 2023        | 16 stycznia 2024             |
| 204 | 18 | You Only Die Twice | Umiera się tylko dwa razy | 5 kwietnia 2023      | 23 stycznia 2024             |
| 205 | 19 | The Bleed Valve    | Zawór bezpieczeństwa      | 3 maja 2023          | 30 stycznia 2024             |
| 206 | 20 | Fight              | Walka                     | 10 maja 2023         | 6 lutego 2024                |
| 207 | 21 | New Life           | Nowe życie                | 17 maja 2023         | 13 lutego 2024               |
| 208 | 22 | A Better Place     | Lepsze miejsce            | 24 maja 2023         | 20 lutego 2024               |

## Sezon 11 (2024)
| Nr  | #  | Tytuł                   | Polski tytuł              | Premiera (NBC)   | Premiera w Polsce (13 Ulica) |
| --- | -- | ----------------------- | ------------------------- | ---------------- | ---------------------------- |
| 209 | 1  | Unpacking               | brak – nie przetłumaczono | 17 stycznia 2024 | 12 marca 2024                |
| 210 | 2  | Retread                 | Echo przeszłości          | 24 stycznia 2024 | 19 marca 2024                |
| 211 | 3  | Safe Harbor             | Bezpieczna przystań       | 31 stycznia 2024 | 26 marca 2024                |
| 212 | 4  | Escape                  | Ucieczka                  | 7 lutego 2024    | 2 kwietnia 2024              |
| 213 | 5  | Split Second            | Ułamek sekundy            | 21 lutego 2024   | 9 kwietnia 2024              |
| 214 | 6  | Survival                | Przetrwanie               | 28 lutego 2024   | 16 kwietnia 2024             |
| 215 | 7  | The Living and the Dead | Żywi i martwi             | 20 marca 2024    | 23 kwietnia 2024             |
| 216 | 8  | On Paper                | Na papierze               | 27 marca 2024    | 30 kwietnia 2024             |
| 217 | 9  | Somos Uno               | Jesteśmy Jednością        | 3 kwietnia 2024  | 7 maja 2024                  |
| 218 | 10 | Buried Pieces           | Zakopane części           | 1 maja 2024      | 11 czerwca 2024              |
| 219 | 11 | The Water Line          | Linia wodna               | 8 maja 2024      | 18 czerwca 2024              |
| 220 | 12 | Inventory               | Spis                      | 15 maja 2024     | 25 czerwca 2024              |
| 221 | 13 | More                    | Więcej                    | 22 maja 2024     | 2 lipca 2024                 |

## Sezon 12 (2024-2025)
| Nr | #  | Tytuł                     | Polski tytuł          | Premiera (NBC)       | Premiera w Polsce (13 Ulica) |
| --- | -- | ------------------------- | --------------------- | -------------------- | ---------------------------- |
| 222 | 1  | Ten Ninety-Nine           | 1099                  | 25 września 2024     | 4 marca 2025                 |
| 223 | 2  | Blood Bleeds Blue         | Niebieska krew        | 2 października 2024  | 4 marca 2025                 |
| 224 | 3  | Off Switch                | Wyłącznik             | 9 października 2024  | 11 marca 2025                |
| 225 | 4  | The AfterPotem            | Potem                 | 16 października 2024 | 11 marca 2025                |
| 226 | 5  | Water and Honey           | Woda i miód           | 23 października 2024 | 18 marca 2025                |
| 227 | 6  | Pawns                     | Pionki                | 6 listopada 2024     | 18 marca 2025                |
| 228 | 7  | Contrition                | Skrucha               | 13 listopada 2024    | 25 marca 2025                |
| 229 | 8  | Penance                   | Pokuta                | 20 listopada 2024    | 25 marca 2025                |
| 230 | 9  | Friends and Family        | Przyjaciele i rodzina | 8 stycznia 2025      | 1 kwietnia 2025              |
| 231 | 10 | Zoe                       | Zoe                   | 22 stycznia 2025     | 8 kwietnia 2025              |
| 232 | 11 | In the Trenches: Part III | W okopach: część III  | 29 stycznia 2025     | 15 kwietnia 2025             |
| Odcinek jest trzecią częścią trzyodcinkowego crossoveru pomiędzy serialami: Chicago Fire (część 1: sezon 13, odcinek 11) oraz Chicago Med (część 2: sezon 10, odcinek 11). |    |                           |                       |                      |                              |
| 233 | 12 | The Good Shepherd         | Dobry pasterz         | 5 lutego 2025        | 22 kwietnia 2025             |
| 234 | 13 | Street Jesus              | Uliczny Jezus         | 19 lutego 2025       | 29 kwietnia 2025             |
| 235 | 14 | Marie                     | Marie                 | 26 lutego 2025       | 6 maja 2025                  |
| 236 | 15 | Greater Good              | Większe dobro         | 5 marca 2025         | 13 maja 2025                 |
| 237 | 16 | Seen and Unseen           | brak – nie nadano     | 26 marca 2025        | 20 maja 2025                 |
| 238 | 17 | Transference              | Przeniesienie         | 2 kwietnia 2025      | 27 maja 2025                 |
| 239 | 18 | Demons                    | brak – nie nadano     | 16 kwietnia 2025     | 3 czerwca 2025               |
| 240 | 19 | Name Image Likeness       | brak – nie nadano     | 23 kwietnia 2025     | 10 czerwca 2025              |
| 241 | 20 | Black Ice                 | brak – nie nadano     | 7 maja 2025          | 17 czerwca 2025              |
| 242 | 21 | Open Casket               | brak – nie nadano     | 14 maja 2025         | 24 czerwca 2025              |
| 243 | 22 | Vows                      | Przysięgi             | 21 maja 2025         | 1 lipca 2025                 |